# Paratrachysomus huedepohli
Paratrachysomus huedepohli is een keversoort uit de familie boktorren (Cerambycidae). De wetenschappelijke naam van de soort is voor het eerst geldig gepubliceerd in 1984 door Monné & Fragoso.